# Símbolos de Cracovia
Los símbolos municipales de la ciudad de Cracovia, en (Polonia) están regulados por el Ayuntamiento de la ciudad.

## Escudo

Cracovia.

El escudo de Cracovia (pol: Kraków) establecido en 2002 está inspirado en los sellos y escudos de Cracovia de estilo renacentista del siglo XVI. En él aparece una muralla roja de ladrillos con tres torres en un campo azul. Cada una de las torres, siendo la del medio más alta y ancha que las otras dos, están coronadas con almenas y en color negro aparecen una aspillera y una ventana. A la mitad abajo una puerta abierta de dos hojas en oro rematadas lateralmente con dos flores de Lis cada una, y además una reja metálica subida también en oro. En el interior un águila real blanca coronada siendo la corana de oro y el águila mostrando pico y garras, que es la misma que se utiliza en el escudo de Polonia. La corona del escudo (de tipo renacentista) está rematada con flores de lis y un orbe, toda ella en oro. La corona del escudo es el símbolo de la que fue la capital de Polonia, emplazamiento elegido por los reyes polacos entre los años 1040 y 1596. Los elementos del escudo son los mismos que se utilizan desde el siglo XVI aunque es importante destacar, que como otros símbolos, banderas y estandartes, sufrió el correr de los tiempos y por eso existen modelos desde el gótico hasta el neoclasicismo. El escudo también fue bandera de la Ciudad Libre de Cracovia, ciudad estado que existió entre los años 1815 y 1846. El Gran Ducado de Cracovia, bajo el Imperio Austro-Húngaro, utilizó el mismo escudo prescindiendo, eso sí, del águila real blanca en la puerta.

## Bandera
La bandera de Cracovia, de forma rectangular, está conformada por dos franjas horizontales, en la parte superior está una franja blanca y en la parte inferior se encuentra una franja azul; el pendón se inspira en la bandera nacional. Justo al centro está el escudo de armas de la ciudad y de la municipalidad. Muchas veces identificada con la de San Marino y la bandera de Santander (Cantabria), solo con la diferencia de cambio en el tono del azul.
El color blanco simboliza la pureza y el azul simboliza, por antonomasia río polaco, el Vístula que es y ha sido ruta comercial de la ciudad.